# Daughter of the Dragon
Daughter of the Dragon est un film américain réalisé par Lloyd Corrigan et sorti en 1931, mettant en scène le personnage Fu Manchu créé par Sax Rohmer.

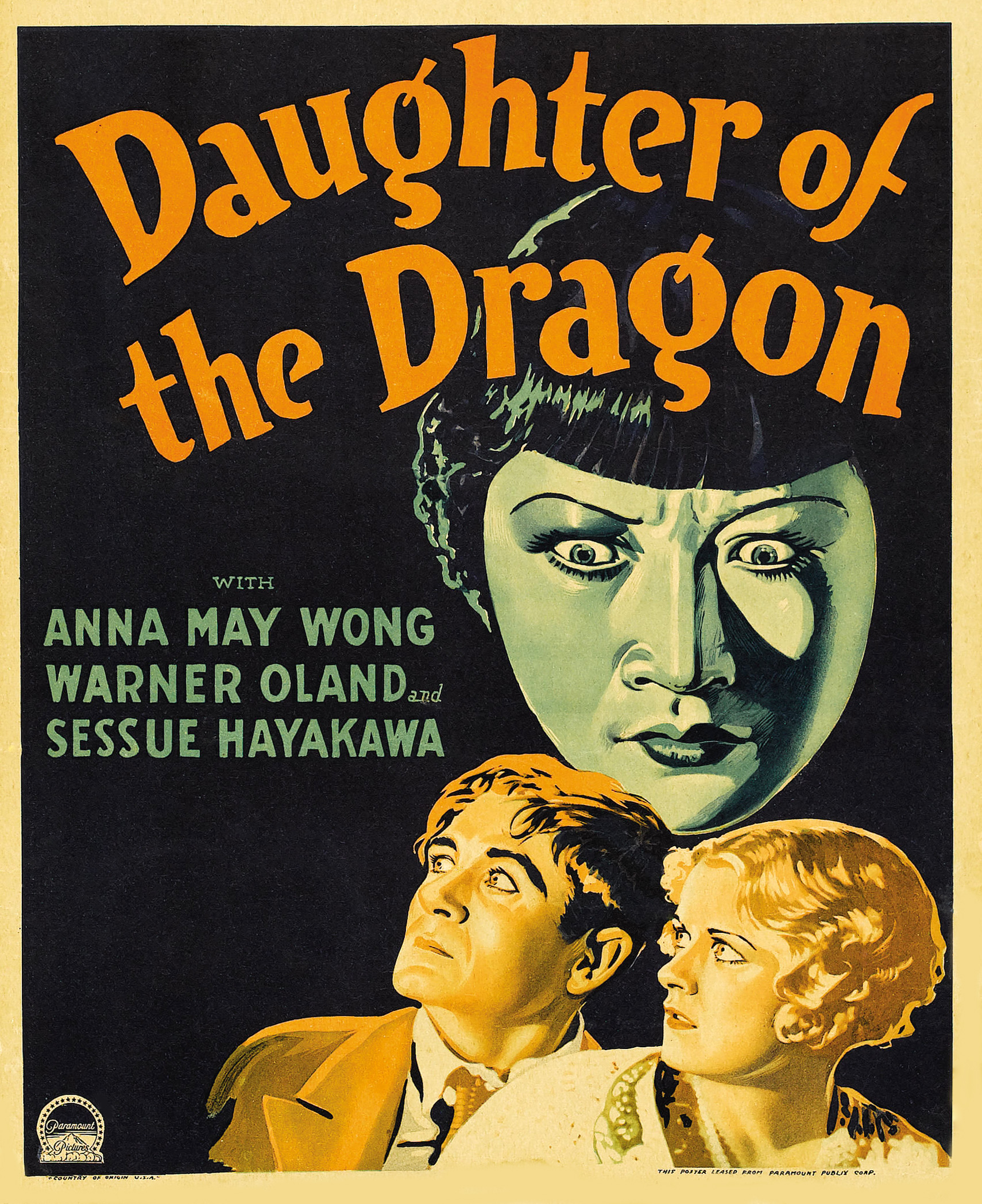
Affiche du film

Il a été une source d'inspiration pour Hergé pour son album Le Lotus bleu.

## Fiche technique
- Réalisation : Lloyd Corrigan
- Scénario : Lloyd Corrigan, Monte M. Katterjohn, Sidney Buchmann, d'après un roman de Sax Rohmer.
- Producteur : Robert Harris
- Musique : Rudolph G. Kopp, John Leipold
- Production : Paramount Pictures
- Durée : 70 minutes
- Date de sortie :
  - États-Unis : 5 septembre 1931

## Distribution
- Anna May Wong : Princesse Ling Moy
- Warner Oland : Dr. Fu Manchu
- Sessue Hayakawa : Ah Kee
- Bramwell Fletcher : Ronald Petrie
- Frances Dade : Joan Marshall
- Holmes Herbert : Sir John Petrie

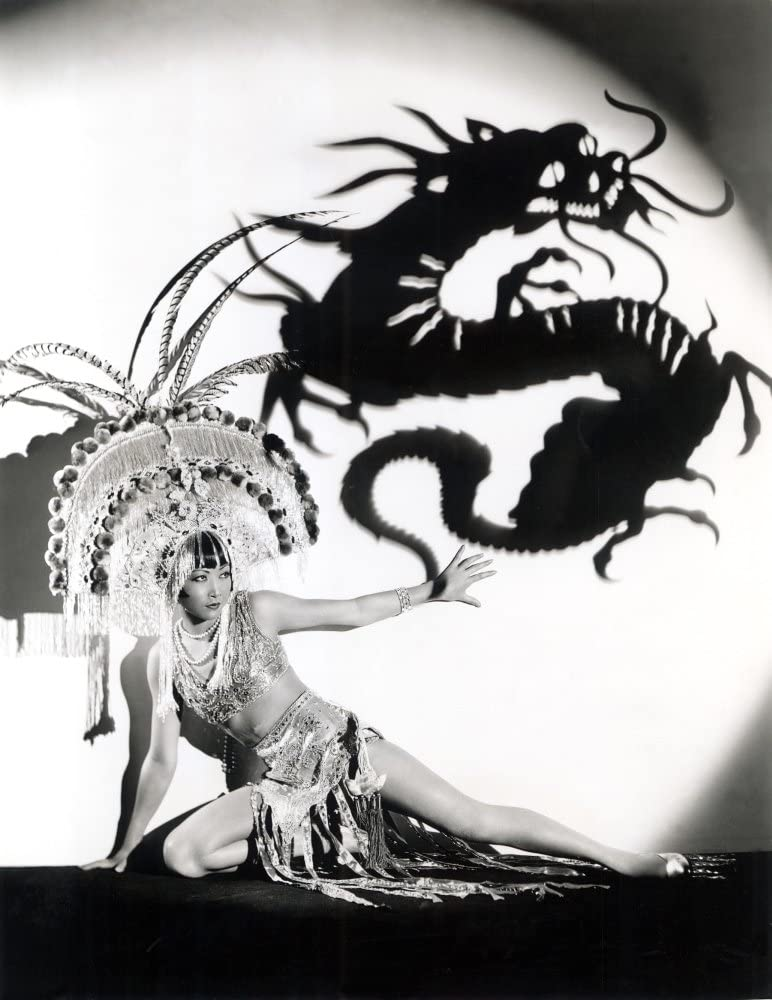
Anna May Wong dans une scène du film.

- Lawrence Grant : Sir Basil Courtney
- Harold Minjir : Rogers
- Nicholas Soussanin : Morloff
- E. Alyn Warren : Lu Chung
- Wong Chung : Henchman
- Olaf Hytten : Flinders the Butler

## Influences
Hergé a été inspiré par ce film pour la couverture de son album Le Lotus bleu publié à partir de 1934. Il représente d'ailleurs Fu Manchu dans un de ses dessins p. 43.